# Clive Shakespeare
Clive Richard Shakespeare (3. června 1949 Southampton, Hampshire, Anglie – 15. února 2012 Sydney, Nový Jižní Wales, Austrálie) byl australský kytarista, hudební producent a skladatel. Byl spoluzakladatelem skupiny Sherbet a byl ji spoluautorem jejího největšího hitu „Summer Love“. Zemřel na karcinom prostaty ve věku 62 let.